# 한일교통 (서울)
한일교통(韓一交通)은 서울특별시의 옛 시내버스 회사로 본사 및 차고지는 서울특별시 강동구 천호동(당시 성동구 천호동)에 위치해 있었다.

## 연혁
- 1965년 : 회사 설립
- 1973년 1월 1일 : 서울승합에 흡수합병

## 주요 버스 노선
- 70번 : 천호동 ↔ 서울역